# Éléments d'analyse
Les Éléments d'analyse sont une série de 9 volumes écrits par le mathématicien français Jean Dieudonné. À l'origine, seul le premier volume, Foundations of Modern Analysis, publié en 1960, était prévu. J. Dieudonné l'écrit à la suite d'une série de cours dispensés à l'université du Michigan. Dans ce premier volume, l'auteur souhaite présenter les connaissances minimales en analyse que doit acquérir un étudiant en mathématiques ou en physique.
Plus tard, ce premier tome sera traduit en français sous le titre Fondements de l'Analyse moderne. Dieudonné y ajoutera 8 volumes supplémentaires écrits directement en français.

## Plan de l'ouvrage

### Tome I: Fondements de l'Analyse moderne
Tome I
I - Éléments de la théorie des ensembles.
- 1. Éléments et ensembles.
- 2. Calcul booléen.
- 3. Produit de deux ensembles.
- 4. Applications.
- 5. Images directes et réciproques.
- 6. Applications surjectives, injectives, bijectives.
- 7. Compositions d'applications.
- 8. Familles d'éléments. Réunion et intersection de famille d'ensembles.
- 9. Ensembles dénombrables.

II - Nombres réels.
- 1. Axiomes des nombres réels.
- 2. Structure d'ordre des nombres réels.
- 3. Borne supérieure et borne inférieure.

III - Espaces métriques.
- 1. Distances et espaces métriques.
- 2. Exemples de distances.
- 3. Isométries.
- 4. Boules, sphères, diamètre.
- 5. Ensembles ouverts.
- 6. Voisinages.
- 7. Intérieur d'un ensemble.
- 8. Ensembles fermés, points adhérents, adhérence d'un ensemble.
- 9. Parties denses, espaces séparables.
- 10. Sous-espaces d'un espace métrique.
- 11. Applications continues.
- 12. Homéomorphismes. Distances équivalentes.
- 13. Limites.
- 14. Suites de Cauchy, espaces complets.
- 15. Théorèmes élémentaires de prolongement.
- 16. Espaces compacts.
- 17. Ensembles compacts.
- 18. Espaces localement compacts.
- 19. Espaces connexes et ensembles connexes.
- 20. Produit de deux espaces métriques.

IV - Propriétés particulières à la droite réelle.
- 1. Continuité des opérations algébriques.
- 2. Fonctions monotones.
- 3. Logarithmes et exponentielles.
- 4. Les nombres complexes.
- 5. Le théorème de prolongement de Tietze-Urysohn.

V - Espaces normés.
- 1. Espaces normés et espaces de Banach.
- 2. Séries dans un espace normé.
- 3. Séries absolument convergentes.
- 4. Sous-espaces et produits finis d'espaces normés.
- 5. Condition de continuité d"une application multilinéaire.
- 6. Normes équivalentes.
- 7. Espaces d'applications multilinéaires continues.
- 8. Hyperplans fermés et formes linéaires continues.
- 9. Espaces normés de dimension finie.
- 10. Espaces normés séparables.

VI - Espaces de Hilbert.
- 1. Formes hermitiennes.
- 2. Formes hermitiennes positives.
- 3. Projection orthogonale sur un sous-espace complet.
- 4. Somme hilbertienne d'espaces de Hilbert.
- 5. Systèmes orthonormaux.
- 6. Orthonormalisation.

VII - Espaces de fonctions continues.
- 1. Espaces de fonctions bornées.
- 2. Espaces de fonctions continues bornées.
- 3. Le théorème d'approximation de Stone-Weierstrass.
- 4. Application.
- 5. Ensembles équicontinus.
- 6. Fonctions réglées.

VIII - Calcul différentiel.
- 1. Dérivée d'une application continue.
- 2. Règles formelles de dérivation.
- 3. Dérivées dans des espaces de fonctions linéaires continues.
- 4. Dérivées des fonctions d'une variable.
- 5. Le théorème de la moyenne.
- 6. Applications du théorème de la moyenne.
- 7. Primitives et intégrales.
- 8. Application : le nombre e.
- 9. Dérivées partielles.
- 10. Jacobiens.
- 11. Dérivée d'une intégrale dépendant d'un paramètre.
- 12. Dérivées d'ordre supérieur.
- 13. Opérateurs différentiels.
- 14. Formule de Taylor.

IX - Fonctions analytiques.
- 1. Séries entières.
- 2. Substitution de séries entières dans une série entière.
- 3. Fonctions analytiques.
- 4. Le principe de prolongement analytique.
- 5. Exemples de fonctions analytiques ; la fonction exponentielle ; le nombre {\displaystyle pi}.
- 6. Intégration le long d'une route.
- 7. Primitive d'une fonction analytique dans un domaine simplement connexe.
- 8. Indice d'un point par rapport à une circuit.
- 9. La formule de Cauchy.
- 10. Caractérisation des fonctions analytiques de variables complexes.
- 11. Le théorème de Liouville.
- 12. Suites convergentes de fonctions analytiques.
- 13. Ensembles équicontinus de fonctions analytiques.
- 14. La série de Laurent.
- 15. Points singuliers isolés ; pôles ; zéros ; résidus.
- 13. Le théorème des résidus.
- 14. Fonctions méromorphes.

Appendice au Chapitre IX. - Application des fonctions analytiques à la topologie plane.
- 1. Indice d'un point par rapport à un lacet.
- 2. Applications essentielles dans le cercle unité.
- 3. Coupures du plan.
- 4. Arcs simples et courbes fermées simples.

X - Théorèmes d'existence.
- 1. La méthode des approximations successives.
- 2. Fonctions implicites.
- 3. Le théorème du rang.
- 4. Équations différentielles.
- 5. Comparaison des solutions d'équations différentielles.
- 6. Équations différentielles linéaires.
- 7. Dépendance des paramètres.
- 8. Dépendance des conditions initiales.
- 9. Le théorème de Frobenius.

XI - Théorie spectrale élémentaire.
- 1. Spectre d'un opérateur continu.
- 2. Opérateurs compacts.
- 3. La théorie de F. Riesz.
- 4. Spectre d'un opérateur compact.
- 5. Opérateurs compacts dans les espaces de Hilbert.
- 6. L'équation intégrale de Fredholm.
- 7. Le problème de Sturm-Liouville.

Annexe - Éléments d'algèbre linéaire.
- 1. Espaces vectoriels.
- 2. Applications linéaires.
- 3. Sommes directes de sous-espaces.
- 4. Bases. Dimensions et codimension.
- 5. Matrices.
- 6. Applications multilinéaires. Déterminants.
- 7. Mineurs d'un déterminant.

### Tome II
Tome II
XII - Compléments de topologie et d'algèbre topologique.
- 1. Espaces topologiques.
- 2. Notions topologiques.
- 3. Espaces séparés.
- 4. Espaces uniformisables.
- 5. Produits d'espaces uniformisables.
- 6. Recouvrements localement finis et partitions de l'unité.
- 7. Fonctions semi-continues.
- 8. Groupes topologiques.
- 9. Groupes métrisables.
- 10. Espaces à opérateurs et espaces d'orbites.
- 11. Espaces homogènes.
- 12. Groupes quotients.
- 13. Espaces vectoriels topologiques.
- 14. Espaces localement convexes.
- 15. Topologies faibles.
- 16. Le théorème de Baire et ses conséquences.

XIII - Intégration.
- 1. Définition d'une mesure.
- 2. Mesures réelles.
- 3. Mesures positives. Valeur absolue d'une mesure.
- 4. Topologie vague.
- 5. Intégrales supérieure et inférieure par rapport à une mesure positive.
- 6. Fonctions et ensembles négligeables. Fonctions et ensembles intégrables.
- 7. Les théorèmes de convergence de Lebesgue.
- 8. Fonctions mesurables.
- 9. Intégrales de fonctions vectorielles.
- 10. Les espaces L1 et L2.
- 11. Intégration par rapport à une mesure positive.
- 12. Le théorème de Lebesgue-Nikodym.
- 13. Applications : I. Intégration par rapport à une mesure complexe.
- 14. Applications : II. Dual de L1.
- 15. Décompositions canoniques d'une mesure.
- 16. Support d'une mesure. Mesures à support compact.
- 17. Mesures bornées.
- 18. Produit de mesures.

XIV - Intégration dans les groupes localement compacts.
- 1. Existence et unicité d'une mesure de Haar.
- 2. Cas particuliers et exemples.
- 3. Fonction module sur un groupe ; module d'un automorphisme.
- 4. Mesure de Haar sur un groupe quotient.
- 5. Convolution de mesures sur un groupe localement compact.
- 6. Exemples et cas particuliers de convolutions de mesures.
- 7. Propriétés algébriques de la convolution.
- 8. Convolution d'une mesure et d'une fonction.
- 9. Exemples de convolutions de mesures et de fonctions.
- 10. Convolution de deux fonctions.
- 11. Régularisation.

XV - Algèbres normées et théorie spectrale.
- 1. Algèbres normées.
- 2. Spectre d'un élément d'une algèbre normée.
- 3. Caractères et spectre d'une algèbre de Banach commutative. Transformation de Gelfand.
- 4. Algèbres de Banach involutives et algèbres stellaires.
- 5. Représentations des algèbres involutives.
- 6. Formes linéaires positives et représentations ; formes hilbertiennes positives.
- 7. Traces, bitraces et algèbres hilbertiennes.
- 8. Algèbres hilbertiennes complètes.
- 9. Le théorème de Plancherel-Godement.
- 10. Représentations des algèbres de fonctions continues
- 11. La théorie spectrale de Hilbert.
- 12. Opérateurs normaux non bornés.
- 13. Prolongements des opérateurs hermitiens non bornés.

### Tome III
Tome III
XVI -Variétés différentielles.
- 1. Cartes, atlas, variétés.
- 2. Exemples de variétés différentielles. Difféomorphismes.
- 3. Applications différentiables.
- 4. Partitions différentiables de l'unité.
- 5. Espaces tangents ; applications linéaires tangentes ; rang.
- 6. Produits de variétés.
- 7. Immersions, submersions, subimmersions.
- 8. Sous-variétés.
- 9. Groupes de Lie.
- 10. Espaces d'orbites; espaces homogènes.
- 11. Exemples: groupes unitaires, variétés de Stiefel, grassmaniennes, espaces projectifs.
- 12. Fibrations.
- 13. Définition de fibrations par des cartes.
- 14. Espaces fibrés principaux.
- 15. Espaces fibrés vectoriels.
- 16. Opérations sur les fibrés vectoriels.
- 17. Suites exactes, sous-fibrés et fibrés quotients.
- 18. Morphismes canoniques de fibrés vectoriels.
- 19. Image réciproque d'un fibré vectoriel.
- 20. Formes différentielles.
- 21. Variétés orientables et orientations.
- 22. Changements de variables dans les intégrales multiples et mesures lebesguiennes.
- 23. Le théorème de Sard.
- 24. Intégrale d'une n-forme différentielle sur une variété pure orientée de dimension n.
- 25. Théorèmes de plongement et d'approximation. Voisinages tubulaires.
- 26. Homotopies et isotopies différentiables.
- 27. Groupe fondamental d'une variété connexe.
- 28. Revêtements et groupe fondamental.
- 29. Revêtement universel d'une variété différentielle.
- 30. Revêtements d'un groupe de Lie.

XVII - Calcul différentiel sur une variété différentielle.
I. Distributions et opérateurs différentiels.
- 1. Les espaces {\displaystyle {\mathcal {E}}^{(r)}(U)} (U ouvert dans {\displaystyle \mathbb {R} ^{n}}).
- 2. Espaces de sections {\displaystyle C^{\infty }} (resp. {\displaystyle C^{r}}) de fibrés vectoriels.
- 3. Courants et distributions.
- 4. Définition locale d'un courant. Support d'un courant.
- 5. Courants sur une variété orientée. Distributions sur {\displaystyle \mathbb {R} ^{n}}.
- 6. Distributions réelles. Distributions positives.
- 7. Distributions à support compact. Distributions ponctuelles.
- 8. Topologie faible sur les espaces de distributions.
- 9. Exemple : parties finies d'intégrales divergentes.
- 10. Produit tensoriel de distributions.
- 11. Convolution des distributions sur un groupe de Lie.
- 12. Régularisation des distributions.
- 13. Opérateurs différentiels et champs de distributions ponctuelles.
- 14. Champs de vecteurs comme opérateurs différentiels.
- 15. Différentielle extérieure d'une p-forme différentielle.
- 16. Connexions sur un fibré vectoriel.
- 17. Opérateurs différentiels associés à une connexion.
- 18. Connexions sur une variété différentielle.
- 19. Différentielle extérieure covariante.
- 20. Courbure et torsion d'une connexion.

Annexe -Compléments d'algèbre (suite).
- 8. Modules ; modules libres.
- 9. Dualité des modules libres.
- 10. Produits tensoriels de modules libres.
- 11. Tenseurs.
- 12. Tenseurs symétriques et antisymétriques.
- 13. Algèbre extérieure.
- 14. Dualité dans l'algèbre extérieure.
- 15. Produits intérieurs.
- 16. Formes bilinéaire alternées non dégénérées et groupe symplectique.
- 17. Algèbre symétrique.
- 18. Dérivations et antidérivations des algèbres graduées.
- 19. Algèbre de Lie.

### Tome IV
Tome IV
XVIII - Calcul différentiel sur une variété différentielle.
II.Théorie globale élémentaire des équations différentielles du premier et du second ordre.
Théorie locale élémentaire des systèmes différentiels.
- 1. Équations différentielles du premier ordre sur une variété différentielle.
- 2. Coulée d'un champ de vecteurs.
- 3. Équations différentielles du second ordre sur une variété.
- 4. Champs isochrones et équations du second ordre isochrones.
- 5. Propriétés de convexité des équations différentielles isochrones.
- 6. Géodésiques d'une connexion.
- 7. Familles de géodésiques à un paramètre et champs de Jacobi.
- 8. Champs de p-directions, systèmes de Pfaff et systèmes d'équations aux dérivées partielles.
- 9. Systèmes différentiels.
- 10. Éléments intégraux d'un système différentiel.
- 11. Position du problème d'intégration.
- 12. Le théorème de Cauchy-Kowalewska.
- 13. Le théorème de Cartan-Kähler.
- 14. Systèmes de Pfaff complètement intégrables.
- 15. Variétés intégrales singulières; variétés caractéristiques.
- 16. Caractéristiques de Cauchy.
- 17. Exemples : I. Équations aux dérivées partielles du premier ordre.
- 18. Exemples : II. Équations aux dérivées partielles du second ordre.

XIX - Groupe de Lie et algèbres de Lie.
- 1. Opérations équivariantes d'un groupe de Lie sur les espaces fibrés.
- 2. Opérations d'un groupe de Lie G sur les fibrés de base G.
- 3. Algèbre infinitésimale et algèbre de Lie d'un groupe de Lie.
- 4. Exemples.
- 5. La formule de Taylor dans un groupe de Lie.
- 6. Algèbre enveloppante de l'algèbre de Lie d'un groupe de Lie.
- 7. Groupes de Lie immergés et sous-algèbres de Lie.
- 8. Connexions invariantes, sous-groupes à un paramètre et application exponentielle.
- 9. Propriétés de l'application exponentielle.
- 10. Sous-groupes fermés des groupes de Lie.
- 11. Représentation adjointe. Normalisateurs et centralisateurs.
- 12. Algèbre de Lie du groupe des commutateurs.
- 13. Groupes d'automorphismes des groupes de Lie.
- 14. Produits semi-directs de groupes de Lie.
- 15. Différentielle d'une application dans un groupe de Lie.
- 16. Formes différentielles invariantes et mesure de Haar sur un groupe de Lie.
- 17. Groupes de Lie complexes.

XX - Connexions principales et géométrie riemannienne.
- 1. Le fibré des repères d'un espace fibré vectoriel.
- 2. Connexions principales sur les fibrés principaux.
- 3. Différentiation extérieure covariante attachée à une connexion principale et forme de courbure d'une connexion principale.
- 4. Exemples de connexions principales.
- 5. Connexions linéaires associées à une connexion principale.
- 6. La méthode du repère mobile.
- 7. G-structures.
- 8. Généralités sur les variétés pseudo-riemanniennes.
- 9. La connexion de Levi-Civita.
- 10. Le tenseur de Riemann-Christoffel.
- 11. Exemples de variétés riemanniennes et pseudo-riemanniennes.
- 12. Métrique riemannienne induite sur une sous-variété.
- 13. Courbes dans les variétés riemanniennes.
- 14. Hypersurfaces dans les variétés riemanniennes.
- 15. Le problème d'immersion.
- 16. La structure d'espace métrique d'une variété riemannienne. Étude locale.
- 17. Boules strictement géodésiquement convexes.
- 18. La structure d'espace métrique d'une variété riemannienne. Étude globale. Variétés riemanniennes complètes.
- 19. Géodésiques périodiques.
- 20. Première et seconde variation de la longueur d'arc et champs de Jacobi d'une variété riemannienne.
- 21. Courbure bidimensionnelle.
- 22. Variétés à courbure bidimensionnelle positive ou à courbure bidimensionnelle négative.
- 23. Variétés riemanniennes à courbure constante.

Annexe -Compléments d'algèbre (suite).
- 20. Produits tensoriels d'espaces vectoriels de dimension infinie.
- 21. Algèbres de séries formelles.

### Tome V: Groupes de Lie compacts et groupes de Lie semi-simples
XXI -Groupes de Lie compacts et groupes de Lie semi-simples.
- 1. Représentations unitaires continues de groupes localement compacts.
- 2. L'algèbre hilbertienne d'un groupe compact.
- 3. Caractères d'un groupe compact.
- 4. Représentations unitaires continues des groupes compacts.
- 5. Formes bilinéaires invariantes; formes de Killing.
- 6. Groupes de Lie semi-simples; critères de semi-simplicité d'un groupe de Lie compact.
- 7. Tores maximaux des groupes de Lie compacts connexes.
- 8. Racines et sous-groupes presque simples de rang un.
- 9. Représentation linéaire de SU(2).
- 10. Propriétés des racines d'un groupe compact semi-simple.
- 11. Bases d'un système de racines.
- 12. Exemples : groupes compacts classiques.
- 13. Représentations linéaires des groupes de Lie compacts connexes.
- 14. Éléments anti-invariants.
- 15 Les formules de H. Weyl.
- 16. Centre, groupe fondamental et représentations irréductibles des groupes compacts connexes semi-simples.
- 17. Complexifiés des groupes compacts connexes semi-simples.
- 18. Formes réelles des complexifiés des groupes compacts connexes semi-simples et espaces symétriques.
- 19. Racines d'une algèbre de Lie semi-simple complexe.
- 20. Bases de Weyl.
- 21. La décomposition d'Iwasawa.
- 22. Critère de résolubilité de E. Cartan.
- 23. Le théorème de E. E. Levi.

Annexe -Compléments d'algèbre (suite).
- 22. Modules simples.
- 23. Modules semi-simples.
- 24. Exemples.
- 25. Décomposition canonique d'un endomorphisme.
- 26. Z-modules de type fini.

### Tome VI: Analyse harmonique
XXII - Analyse harmonique.
- 1. Fonctions continues de type positif.
- 2. Mesures de type positif.
- 3. Représentations induites.
- 4. Représentations induites et restrictions de représentations à des sous-groupes.
- 5. Traces partielles et représentations induites dans les groupes compacts.
- 6. Groupes de Gelfand et fonctions sphériques.
- 7. Transformation de Plancherel et transformation de Fourier.
- 8. Les espaces P(G) et P'({\displaystyle \mathbb {Z} }).
- 9. Fonctions sphériques de type positif et représentations irréductibles.
- 10. Analyse harmonique commutative et dualité de Pontrjagin.
- 11. Dual d'un sous-groupe et d'un groupe quotient.
- 12. Formule de Poisson.
- 13. Dual d'un produit.
- 14. Exemples de dualité.
- 15. Représentations unitaires continues des groupes commutatifs localement compacts.
- 16. Fonctions déclinantes sur {\displaystyle \mathbb {R} ^{n}}.
- 17. Distributions tempérées.
- 18. Convolution des distributions tempérées et théorème de Paley-Wiener.
- 19. Distributions périodiques et séries de Fourier.
- 20. Les espaces de Sobolev.

### Tome VII: Équations fonctionnelles linéaires, Première partie: Opérateurs pseudo-différentiels
XXIII - Équations fonctionnelles linéaires.
Première partie - Opérateurs pseudo-différentiels
- 1. Opérateurs intégraux.
- 2. Opérateurs intégraux de type propre.
- 3. Opérateurs intégraux sur les fibrés vectoriels.
- 4. Fibré des densités et sections noyaux.
- 5. Sections bornées.
- 6. Opérateurs de Volterra.
- 7. Opérateurs de Carleman.
- 8. Fonctions propres généralisées.
- 9. Distributions noyaux.
- 10. Distributions noyaux régulières.
- 11. Opérateurs régularisants et composition des opérateurs.
- 12. Microsupport singulier d'une distribution.
- 13. Équations de convolution.
- 14. Solutions élémentaires.
- 15. Problèmes d'existence et d'unicité pour les systèmes d'équations linéaires aux dérivées partielles.
- 16. Symboles d'opérateurs.
- 17. Intégrales oscillantes.
- 18. Opérateurs de Lax-Maslov.
- 19. Opérateurs pseudo-différentiels.
- 20. Symbole d'un opérateur pseudo-différentiel de type propre
- 21. Opérateurs pseudo-différentiels matriciels.
- 22. Paramétrix des opérateurs elliptiques sur un ouvert de {\displaystyle \mathbb {R} ^{n}}.
- 23. Opérateurs pseudo-différentiels dans les espaces {\displaystyle H_{0}^{n}(X)}.
- 24. Problème de Dirichlet classique et problèmes de Dirichlet grossiers.
- 25. L'opérateur de Green.
- 26. Opérateurs pseudo-différentiels sur une variété.
- 27. Adjoint d'un opérateur pseudo-différentiel sur une variété. Composé de deux opérateurs pseudo-différentiels sur une variété.
- 28. Extension des opérateurs pseudo-différentiels aux sections distributions.
- 29. Symboles principaux.
- 30. Paramétrix des opérateurs elliptiques : cas des variétés.
- 31. Théorie spectrale des opérateurs elliptiques hermitiens : I. Prolongements autoadjoints et conditions aux limites.
- 32. Théorie spectrale des opérateurs elliptiques hermitiens : II. Fonctions propres généralisées.
- 33. Opérateurs pseudo-différentiels essentiellement autoadjoints : I. Opérateurs de convolution hermitien sur {\displaystyle \mathbb {R} ^{n}}.
- 34. Opérateurs pseudo-différentiels essentiellement autoadjoints : II. Spectres atomiques.
- 35. Opérateurs pseudo-différentiels essentiellement autoadjoints : III. Opérateurs elliptiques sur une variété compacte.
- 36. Opérateurs différentiels invariants.
- 37. Propriétés différentielles des fonctions sphériques.
- 38. Exemple : harmoniques sphériques.

### Tome VIII: Équations fonctionnelles linéaires, Deuxième partie: problèmes aux limites
XXIII - Équations fonctionnelles linéaires.
Deuxième partie - Problèmes aux limites
- 39. La théorie de Weyl-Kodeira : I. Opérateurs différentiels elliptiques dans un intervalle de {\displaystyle \mathbb {R} }.
- 40. La théorie de Weyl-Kodeira : II. Conditions aux limites.
- 41. La théorie de Weyl-Kodeira : III. Opérateurs autoadjoints associés à une équation différentielle linéaire.
- 42. La théorie de Weyl-Kodeira : IV. Fonction de Green et spectre.
- 43. La théorie de Weyl-Kodeira : V. Le cas des équations du second ordre.
- 44. La théorie de Weyl-Kodeira : VI. Exemple : équations du second ordre à coefficients périodiques.
- 45. La théorie de Weyl-Kodeira : VII. Exemple : équations de Gelfand-Levitan.
- 46. Potentiels multicouches : I. Symboles de type rationnel.
- 47. Potentiels multicouches : II. Cas des multicouches hyperplanes.
- 48. Potentiels multicouches : III. Cas général.
- 49. Problèmes aux limites fins pour les opérateurs différentiels elliptiques : I. L'opérateur de Calderon.
- 50. Problèmes aux limites fins pour les opérateurs différentiels elliptiques : II. Problèmes aux limites elliptiques.
- 51. Problèmes aux limites fins pour les opérateurs différentiels elliptiques : III. Critères d'ellipticité.
- 52. Problèmes aux limites fins pour les opérateurs différentiels elliptiques : IV. Les espaces {\displaystyle H^{s,r}(U_{+})}.
- 53. Problèmes aux limites fins pour les opérateurs différentiels elliptiques : V. Les espaces {\displaystyle H^{s,r}} et P-potentiels.
- 54. Problèmes aux limites fins pour les opérateurs différentiels elliptiques : VI. La régularité à la frontière.
- 55. Problèmes aux limites fins pour les opérateurs différentiels elliptiques : VII. Problèmes coercitifs.
- 56. Problèmes aux limites fins pour les opérateurs différentiels elliptiques : VIII. Formules de Green généralisées.
- 57. Problèmes aux limites fins pour les opérateurs différentiels elliptiques : IX. Problèmes fins associés aux problèmes coercitifs.
- 58. Problèmes aux limites fins pour les opérateurs différentiels elliptiques : X. Exemples.
- 59. Problèmes aux limites fins pour les opérateurs différentiels elliptiques : XI. Extension à certains opérateurs non hermitiens.
- 60. Problèmes aux limites fins pour les opérateurs différentiels elliptiques : XII. Cas des opérateurs du second ordre; problème de Neumann.
- 61. Problèmes aux limites fins pour les opérateurs différentiels elliptiques : XIII. Le principe du maximum.
- 62. Équations paraboliques : I. Construction d'une résolvante unilatérale locale.
- 63. Équations paraboliques : II. Le problème de Cauchy généralisé.
- 64. Équations paraboliques : III. Traces et valeurs propres.
- 65. Distributions évolutives.
- 66. L'équation des ondes : I. Le problème de Cauchy généralisé.
- 67. L'équation des ondes : II. Propagation et domaine d'influence.
- 68. L'équation des ondes : III. Signaux, ondes et rayons.
- 69. Équations strictement hyperboliques : I. Résultats préliminaires.
- 70. Équations strictement hyperboliques : II. Construction d'une résolvante approchée locale.
- 71. Équations strictement hyperboliques : III. Exemples et variantes.
- 72. Équations strictement hyperboliques : IV. Le problème de Cauchy pour les opérateurs différentiels strictement hyperboliques; existence et unicité locales.
- 73. Équations strictement hyperboliques : V. Problèmes globaux.
- 74. Équations strictement hyperboliques : VI. Extension aux variétés.
- 75. Application au spectre d'un opérateur elliptique hermitien.

### Tome IX: Topologie algébrique et topologie différentielle élémentaire
XXIV - Topologie algébrique et topologie différentielle élémentaire
- 1. Cohomologie et cohomologie à supports compacts d'une variété différentielle.
- 2. La formule d'homotopie.
- 3. Les suites de Mayer-Vietoris.
- 4. Cohomologie des sphères.
- 5. Le théorème de Künneth.
- 6. La dualité de Poincaré.
- 7. Cohomologie d'une sous-variété compacte;
- 8. Les degrés de Brouwer.
- 9. Degré d'une application.
- 10. Homologie des courants.
- 11. Homologie des courants sur une variété orientée.
- 12. Régularisation des courants.
- 13. L'anneau d'intersection.
- 14. La formule de Stokes.
- 15. Applications : I. Nombre de racines d'une équation.
- 16. Applications : II. Intersections de courbes algébriques sur une surface algébrique.
- 17. Homologie des courants cellulaires.
- 18. Subdivisions cellulaires et simpliciales.
- 19. Bords des courants simpliciaux.
- 20. Chaînes simpliciales formelles et homologie singulière.
- 21. Lemmes de subdivision.
- 22. Propriétés de l'homologie singulière.
- 23. Les théorèmes de de Rham : I. Courants associés à une subdivision simpliciale.
- 24. Les théorèmes de de Rham : II. Approximation d'un courant par les courants d'une subdivision simpliciale.
- 25. Les théorèmes de de Rham : III. Prolongement de p-formes.
- 26. Les théorèmes de de Rham : IV. Fin de la démonstration.
- 27. Structure des modules d'homologie.
- 28. Homologie des complexes simpliciaux euclidiens compacts.
- 29. La cohomologie singulière.
- 30. Structure des groupes d'homologie.
- 31. L'anneau de cohomologie singulière.
- 32. Cohomologie singulière des complexes simpliciaux euclidiens compacts.
- 33. Cohomologie singulière d'une variété différentielle.
- 34. La cohomologie singulière à supports compacts.
- 35. Homologie et cohomologie singulière relatives.
- 36. Cohomologie relative et cohomologie à supports compacts.
- 37. Excision et suites de Mayer-Vietoris relatives.
- 38. Cohomologie des produits de variétés et des espaces fibrés.
- 39. Suite de Gysin et classe d'Euler.
- 40. Cohomologie des grassmanniennes.
- 41. Classes de Chern.
- 42. Propriétés des classes de Chern.
- 43. Classes de Pontrjagin.
- 44. Compléments sur les formes différentielles vectorielles et les connexions principales.
- 45. L'homomorphisme de Weil.
- 46. Courbure et classes caractéristiques.
- 47. Classes de Stiefel-Whitney.
- 48. La théorie de Hodge.
- 49. La formule de Atiyah-Bott-Lefschetz.
- 50. Applications : I. La formule de Hopf pour les champs de vecteurs.
- 51. Applications : II. Formules de Bott pour les classes caractéristiques.
- 52. Cohomologie des groupes de Lie.
- 53. Éléments primitifs.

Annexe -Compléments d'algèbre
- 27. Produits infinis de modules.
- 28. Produits tensoriels de modules.
- 29. Suites exactes.
- 30. Cohomologie d'un module différentiel gradué.
- 31. Homologie et cohomologie d'un Z-module codifférentiel gradué libre.
- 32. Compléments sur les espaces vectoriels.
- 33. Le pfaffien.
- 34. Compléments sur les Z-modules de type fini.